# Повесть о российском кавалере Александре
«Гистория о храбром российском ковалере Александре и о любителницах его Тире и Элеоноре» или «Повесть о российском кавалере Александре» — одна из русских повестей петровской эпохи, распространявшихся в рукописном виде. Была написана предположительно между 1719 и 1725 годами.

## Сюжет
Главный герой повести — юноша из богатой дворянской семьи, который отправляется на учёбу в Париж. Вскоре он забывает о науках, влюбившись в Элеонору. Та отвечает взаимностью, влюблённые проводят вместе три года, но потом Александр изменяет Элеоноре с генеральской дочерью Гедвиг-Доротеей. Элеонора, узнав об этом, умирает от горя. Александр, полюбив её ещё сильнее, бросает Гедвиг-Доротею. Позже он добивается любви дочери гофмаршала Тиры. Вместе с ней и со своим другом Владимиром Александр скитается по всему миру, добравшись даже до Флориды, и переживает на пути всевозможные приключения. Накануне возвращения на родину он случайно погибает, утонув в море во время купания. Тира совершает самоубийство. Внезапно появившаяся Гедвиг-Доротея вытаскивает тело Тиры из гроба, но, споткнувшись, падает и тоже умирает. Владимир рассказывает родителям Александра о его гибели и становится их наследником.
«Повесть о российском кавалере Александре» отличается от других повестей петровской эпохи большим объёмом и сложной структурой. В её составе есть две вставные новеллы (о «неудачном волоките» и об «удачном волокитстве») и разговор трёх вельмож о порочности женщин, подслушанный главным героем. При этом автор явно не справляется со своей задачей: отдельные части повести слабо связаны между собой.

## Создание и оценки
Повесть известна в 12 списках XVIII века. Предположительно она была написана между 1719 и 1725 годами. Исследователи видят здесь «живые черты быта и нравов Петровской эпохи». Главный герой — дворянин, открытый для европейской культуры, понимающий пользу знаний и путешествий, но в то же время готовый пренебречь формальным образованием ради приключений и любви. В разговоре трёх вельмож о женщинах заметны отзвуки споров, связанных с выходом в свет русских аристократок, прежде проводивших свою жизнь исключительно дома.
На уровне лексики в повести заметно влияние допетровской литературы: здесь много славянизмов (при том, что слов и выражений, вошедших в обиход при Петре, совсем мало), выражений из житий святых. Однако сюжет создавался под явным воздействием переводной европейской беллетристики — авантюрных и любовных романов. Очевиден огромный интерес автора в западной культуре, который сочетается с низким уровнем знаний. В частности, автор совершенно не знает географию: например, Александр посуху добирается из Египта в Англию и из Новой Испании в Эфиопию.
«Повесть о российском кавалере Александре» существенно повлияла на развитие жанров рыцарской богатырской сказки, «мещанского романа», популярного до начала XX века, сентиментального эпистолярного романа. Под её влиянием было создано ещё одно известное литературное произведений петровской эпохи — «Повесть о купце Иоанне». Учёные находят в «Повести о российском кавалере Александре» определённые сюжетные параллели с «Повестью о шляхетском сыне».